# ریچارد باخ
ریچارد دیوید باخ (به انگلیسی: Richard David Bach) خلبان و نویسندهٔ آمریکایی است.

## زندگی
باخ در سال ۱۹۳۶ در اوک پارک ایلینوی به دنیا آمد. او فرزند رولند روبرت و روت هلن شاو باخ و همچنین از نوادگان یوهان سباستین باخ، آهنگساز بزرگ و مشهور آلمانی بود. او در سال ۱۹۵۵ وارد کالج لانگ بیچ استیت شد که در حال حاضر به عنوان دانشگاه ایالتی کالیفرنیا، لانگ بیچ شناخته می‌شود.
او از ازدواج با همسر اولش صاحب ۶ فرزند شد و در سال ۱۹۷۰ از او جدا شد. یکی از فرزندانش، جاناتان، کتابی بنام «بر فراز ابرها» در مورد روابطش با پدری که هیچ وقت او را نشناخت، نوشته است.

## فعالیت‌ها
ایشان در هر زمینه‌ای که مربوط به خلبانی بشود کار کرد، از جمله ساخت تصاویر متحرک در آسمان توسط نمایش هوایی خلبان تاکتیکی جنگنده‌های نیروی هوایی، نویسندگی و آموزگاری فنی هوانوردی. او حتی به عنوان راوی و همچنین خلبان نمایش‌های هوایی، در فیلمی که از روی کتابش ساخته شده بود حضور داشت. این فیلم هیچ چیز اتفاقی نیست، نام داشت.
گرچه او به هوانوردی علاقه فراوانی داشت با این حال همواره دوست داشت که بنویسد. در دوران دبیرستانش یکی از معلم‌های ورزش به ریچارد باخ کمک کرد تا به توانایی‌های بالقوه‌اش پی‌ببرد. از سال ۱۹۵۹ او عقایدی در مورد یک پرنده که می‌خواهد دیوارهای محدودیت را بشکند داشت، منظور کتاب جاناتان مرغ دریایی است که به فیلم هم درآمد. تقریباً تمام کتاب‌های او از هواپیما به‌عنوان وسیله‌ای برای رساندن یک پیام استفاده می‌کند. در گریز از منطقهٔ امن، وی کودکی‌اش را برای ما بازگو می‌کند. او در ۸ سالگی یکی از برادرانش، بابی را از دست داده است. از طریق این کتاب می‌توان فهمید که او برادری مسن‌تر از خود به نام روی داشته‌است. ریچارد باخ همسر دوم خود لسلی پریش را در سل ۱۹۷۳ در زمان فیلم‌برداری فیلم جاناتان مرغ دریایی که بر اساس کتاب خودش ساخته می‌شد، ملاقات کرد. البته او سازندگان فیلم را بخاطر تغییراتی که برای آن اجازه نگرفته بودند تحت پیگرد قانونی قرار داد. او مؤسس مذهب پرواز است که مریدانی هم بدور خود جمع کرده‌است.
از آثاری که به زبان فارسی ترجمه شده می‌توان به کتاب‌هایی از قبیل: جاناتان مرغ دریایی (پرنده‌ای به نام آذرباد)، پندار، یگانه، گریز از سرزمین امن، هدیه پرواز و فراسوی ذهنم اشاره کرد که در بیشتر آن‌ها، نویسنده به وسیله احساس پرواز در متن‌های خود با خواننده ارتباط خوبی برقرار می‌کند و در مورد شناخت خود، انتخاب و اختیار و در نهایت حقیقت زندگی بحث می‌کند.